# As aventuras de Nhô-Quim ou Impressões de uma viagem à Corte
As aventuras de Nhô-Quim ou Impressões de uma viagem à Corte (traduïble al català com a «Les aventures de Nhô Quim o Impressions d’un viatge a la Cort») és un còmic en portuguès obra d'Ângelo Agostini, la primera historieta llançada al Brasil i també una de les més antigues del món.
Va ser publicada el dia 30 de gener de 1869 en la revista A vida fluminense, editada a Rio de Janeiro. És obra de l'italo-brasiler Ângelo Agostini, dibuixant que residia al Brasil des de 1859 i acabaria convertint-se en un dels més importants de la història del novè art al país.

## Desenvolupament de la història
El còmic explica les peripècies del Senyor Quim, l’hereu d’un terratinent de Minas Gerais, a l’interior del Brasil (en portuguès, Nhô era el tractament abreujat que donaven els criats, normalment mà d'obra esclava, als seus amos). Està enamorat de la Sinhá Rosa (Senyora, també abreujat en portuguès), però el pare d’en Quim no ho veu amb bons ulls i decideix enviar el seu fill a la capital, Rio de Janeiro.
Quim actua segons el clixé del camperol (conegut al Brasil com caipira), ingenu i bondadós, gens adaptat a les modernitats que es troba durant el viatge i l'estància a Rio. En aquesta primera historieta, Quim comença el seu periple i puja per primer cop en un tren.

## Èxit de Nhô Quim
L’any 1872, Cândido Aragonez de Faria va prendre el relleu com a dibuixant de Nhô Quim i les seves aventures. Amb la repercussió obtinguda amb el còmic, Agostini va començar a treballar en altres projectes, com van ser el llançament de la Revista Illustrada i del seu altre gran personatge, en Zé Caipora.
En reconeixement de la gran rellevància d’aquest còmic, a partir de l’any 1985 es va establir que el 30 de gener (data de l'aniversari de la seva primera publicació) se celebrés al Brasil el dia Nacional del Còmic (Dia do Quadrinho Nacional). Així mateix, els guardons anuals de l’Associació d'Historietistes i Caricaturistes de l'Estat de São Paulo, van ser batejats amb el nom del creador del Nhô Quim, Prêmios Angelo Agostini.